# 高新四路站
高新四路站是一个位于中华人民共和国湖北省武汉市江夏区佛祖岭街道光谷四路与高新四路交叉口东侧，属于光谷空轨的铁路车站。

## 站台结构
采用2个侧式站台。